# Slavko Svinjarević
Slavko Svinjarević (Sremski Karlovci, 6 de abril de 1935) é um ex-futebolista iugoslavo que atuava como defensor.

## Carreira
Slavko Svinjarević fez parte do elenco da Seleção Iugoslava na Copa do Mundo de 1962.